# Javier García Isac
Francisco Javier García Isac (Madrid, 1966) es un periodista, locutor, empresario y político español.

## Actividad periodística y profesional
Licenciado en derecho por la Universidad Complutense de Madrid, Javier García Isac es en la actualidad director general de Grupo de comunicación EDATV donde dirige y presenta diariamente el programa de actualidad política En la boca del lobo en la emisora Informa Radio.
Es productor de otros programas de radio que se emiten actualmente en otros medios y plataformas de comunicación, como Una hora en libertad, Entre viajes y fogones, 40 años, historia de una época, Españoles olvidados junto a José Antonio Crespo Francés, Toros, nuestra historia con Juan Salazar y Cita con la historia con Pedro Fernández Barbadillo, todos ellos emitidos en Radio Ya y Decisión Radio. Además, ha presentado distintos programas de televisión como el El Ring del Diario Ya y Debates en libertad, ambos en Intereconomía TV. Ha colaborado con COPE Madrid 2, esRadio Madrid 2 y Radio Inter, siendo también director de informativos en Cadena Ibérica.
Articulista en distintos medios como Rambla Libre, El Correo de Madrid, El Mundo Financiero y Mediterráneo Digital, es asiduo a tertulias televisivas como el programa de debate El gato al agua de Intereconomía TV o Los Intocables de Javier Algarra en Distrito TV.
En 2017 publicó su primer libro, Cita con la historia, de SND Editores que recorre la historia española del siglo XX, con prólogo del exministro de Franco José Utrera Molina y epílogo del periodista Emilio Javier. En diciembre de 2019, publicó junto con el historiador Fernando Paz y Álvaro Romero, Franco en el banquillo. La defensa toma la palabra, con prólogo de Eduardo García Serrano. En septiembre de 2020 publicó La II República sin complejos, que relata los acontecimientos y los hechos del auge y caída de un régimen que en apenas cinco años y a pesar de la ilusión generada, fue incapaz de dar respuesta a ninguno de los problemas reales de la España de los años 30, más bien al contrario. Su último libro, Historia criminal del Partido Socialista, ha sido publicado en octubre de 2022 y en el que García Isac analiza la historia de un partido que está íntimamente ligado a la historia de los últimos 150 años de España. 
Previamente, Javier García Isac se desempeñó durante más de 20 años como directivo especialista en Facility Management y Business Travel, en diferentes empresas de consultoría como Accenture o Ernst & Young. En la actualidad, es director de relaciones institucionales y responsable de formación de IBTA.

## Actividad política
Javier García Isac ha tomado parte como cabeza de la lista por Torrelodones en las elecciones a la Asamblea de Madrid de 2003 y como el número seis de las listas presentadas a las Elecciones al Parlamento Europeo de junio de 2004 por el Partido Demócrata Español. Posteriormente, ha sido el director de campaña de Foro de Ciudadanos, formación dirigida por el antiguo militante del Partido Popular y ministro Francisco Álvarez Cascos. En las décadas de 1980 y 1990 militó en Fuerza Nueva y Falange Española de las JONS.